# Universalisme (godsdienstwetenschap)
Een universalistische godsdienst is een godsdienst die voor alle mensen openstaat. Ieder mens, ongeacht zijn etnische komaf, kan, na een leerperiode, tot een dergelijke godsdienst toetreden of zich bekeren.
Bij etnische godsdiensten wordt het behoren tot de religieuze groep mede bepaald door familieafkomst, het wonen in een bepaald gebied, een eigen taal, en andere sociale factoren. In die betekenis zijn het jodendom en het hindoeïsme etnische godsdiensten. De islam, het christendom, het jaïnisme en het boeddhisme zijn universalistische godsdiensten. Het actief werven via de missie, of gewapenderhand (manu militari) van bekeerlingen, het proselitisme, heeft de islam en het christendom in de middeleeuwen tot de wereldwijd twee meest verspreide godsdiensten (wereldgodsdiensten) gemaakt. In de nieuwe tijd leidden de katholieke missie en de protestantse zending in de overzeese koloniën tot een verdere verspreiding van het christendom over de wereld. In de oudheid was ook het jodendom een proselytische godsdienst. Tegenwoordig  gebeurt de overgang naar het jodendom vooral bij een gemengd huwelijk, waarbij de mannelijke of vrouwelijke niet-joodse partner het joodse geloof aanneemt. In het christendom wordt de apostel Paulus als een grondlegger van het universalisme beschouwd.